# Тулијев феномен
Тулијев феномен јесте звуком индукована вртоглавица и/или нистагмус, или обоје. Иако је анамнестички овај феномен повезана са сифилисом, описује се и у Мениејеровој болести.
Применом теста заснованог на Тулијевом феномену изазива се нистагмус и вртоглавица која је узрокована патолошким кристалима у полукружним каналима унутрашњег уха. Тест прате  краткотрајни симптоми вртоглавице услед надражаја главе звуком.